# Łukasz Sękowski (hokeista)
Łukasz Sękowski (ur. 29 kwietnia 1985) – polski hokeista.

## Kariera
- SMS II Sosnowiec (2002-2003)
- SMS I Sosnowiec (2003-2004)
- Unia Oświęcim (2005-2011)
- HC GKS Katowice (2011-2012)
- Naprzód Janów (2012-2016)

Wychowanek Unii Oświęcim. Absolwent NLO SMS PZHL Sosnowiec z 2004. Przerwał karierę po sezonie PHL 2015/2016.
W barwach reprezentacji Polski do lat 18 występował na turniejach mistrzostw świata juniorów do lat 18 w 2003 (Dywizja I). W barwach reprezentacji Polski do lat 20 wystąpił na turniejach mistrzostw świata juniorów do lat 20 w 2004 (Dywizja II).

## Sukcesy
Reprezentacyjne
- Awans do mistrzostw świata do lat 20 Dywizji I Grupy A: 2004

Klubowe
- Złoty medal I ligi: 2009 z Unią Oświęcim, 2012 z HC GKS Katowice, 2014 z Naprzodem Janów
- Brązowy medal mistrzostw Polski: 2011 z Unią Oświęcim